# 夏洛特縣 (佛羅里達州)
夏洛特縣（英語：Charlotte County）是美国佛罗里达州西南部的一个县。根据2020年美国人口普查数据，该县总人口为186,847人，县治设在历史悠久的滨海城市蓬塔戈尔达。夏洛特县总面积为859.3平方英里，其中693平方英里为陆地，165.6平方英里为水域，海岸线总长219英里。该县最大的社区是夏洛特港，也是蓬塔戈尔达-北港-布雷登顿都会区的一部分，并属于北港-布雷登顿-萨拉索塔联合统计区。
夏洛特县成立于1921年4月23日，由原德索托县的一部分划分而成，县名来源于夏洛特港湾，该港湾曾被西班牙人称为卡洛斯湾（Carlos Bay），英国人在殖民时期将其重新命名，以纪念英王喬治三世的夏洛特王后。该地区的历史可追溯至16世纪，西班牙探险家埃尔南多·德·索托于1539年首次在和平河的活橡树角（Live Oak Point）登陆。而蓬塔戈尔达的名字在西班牙语中意为“宽广的角”，这座城市已有120多年的历史，至今仍是夏洛特县唯一的建制城市。当地每年都会举办盛大的庞塞·德莱昂登陆纪念节，庆祝这位探险家于1513年在夏洛特港湾的橡树岛（Pine Island）登陆的历史。
夏洛特县地处佛罗里达州西南部，濒临墨西哥湾，与萨拉索塔县、德索托县、高地县、沼泽县、亨德里县和李县接壤。夏洛特县与李县共同环绕270平方英里的夏洛特港湾水域。该港湾是佛罗里达州第二大河口生态系统，拥有219英里的天然海岸线，同时也是世界上最大的受保护海洋河口之一。夏洛特港-加斯帕里拉湾水生保护区（Charlotte Harbor/Gasparilla Sound Aquatic Preserve）占地近80,000英亩，拥有广阔的红树林、丰富的海洋生态系统和多个天然屏障岛屿。
夏洛特县的经济以旅游和休闲产业为主，特别是休闲渔业，每年为当地带来超过4亿美元的经济收益。县内拥有70多个公园和休闲区域，包括占地65,000英亩的野生动物管理区，吸引了众多户外运动爱好者。近年来，夏洛特县正在迅速发展成为物流和工业运营的关键枢纽，该县拥有蓬塔戈尔达机场而且毗邻75号州际公路，亚马逊和联邦快递等大型企业纷纷将夏洛特县视为理想的分销中心。